# Trần Thái Tông
Trần Thái Tông (chữ Hán: 陳太宗 9 tháng 7 năm 1218 – 5 tháng 5 năm 1277), tên khai sinh là Trần Cảnh (陳煚), là vị hoàng đế đầu tiên của Hoàng triều Trần nước Đại Việt. Ông giữ ngôi từ ngày 10 tháng 1 năm 1226 tới ngày 30 tháng 3 năm 1258, sau đó làm Thái thượng hoàng cho đến khi qua đời năm 1277.
Trần Cảnh sinh ra vào thời Lý, quê ở huơng Tức Mặc, phủ Thiên Trường (nay là phường Lộc Vượng, thành phố Nam Định, tỉnh Nam Định). Khi ông ra đời, cha ông là Trần Thừa đang là Phụ quốc Thái úy của nhà Lý do có công phò tá vua Huệ Tông trong loạn Quách Bốc. Họ Trần lúc này đã là thế lực chính trị nắm triều đình nhà Lý. Lên bảy tuổi, ông được Điện tiền Chỉ huy sứ Trần Thủ Độ vốn là chú họ tiến cử làm Chi hậu chính chi ứng cục, hầu hạ cho nữ hoàng nhỏ tuổi Lý Chiêu Hoàng. Cuối năm 1225 – đầu năm 1226, Trần Thủ Độ buộc Lý Chiêu Hoàng cưới và nhường ngôi cho Trần Cảnh, tức Hoàng đế Trần Thái Tông. Tân hoàng đế mời cha là Trần Thừa làm Thái thượng hoàng, Trần Thủ Độ làm Thái sư, lại phong Chiêu Hoàng làm Chiêu Thánh Hoàng hậu. 12 năm sau, Trần Thủ Độ ép Thái Tông phế Chiêu Thánh vì không sinh được người kế vị, và lập chị Chiêu Thánh là Thuận Thiên lên thay. Thuận Thiên vốn là vợ của anh Thái Tông là Trần Liễu, và khi ấy đang có thai với Trần Liễu 3 tháng. Việc này đã khiến Trần Liễu làm loạn ở sông Cái, nhưng cuối cùng bị thất thế, Trần Thủ Độ muốn giết nhưng Thái Tông can thiệp, tha chết cho anh mình.
Cùng với Thượng hoàng Trần Thừa (mất năm 1234) và Thái sư Trần Thủ Độ (mất năm 1264), Trần Thái Tông đã tiến hành cải tổ luật pháp, hành chính, đồng thời khuyến khích nông, thương nghiệp và phát triển nền giáo dục Tam giáo đồng nguyên. Ông cũng xây dựng quân đội mạnh và ngăn chặn quân Chiêm Thành cướp phá mạn nam. Theo nhà chép sử Lê Tung đời Lê sơ: "chế độ nhà Trần do đấy hưng thịnh". Trong thời gian đó, trên hướng bắc Đại Việt, dân tộc Mông Cổ đã trỗi dậy thành một đế quốc quân sự lớn. Năm 1258, tướng Mông Cổ Ngột Lương Hợp Thai đem quân tấn công Đại Việt. Trần Thái Tông trực tiếp lãnh đạo kháng chiến và cuối cùng đã đánh bại người Mông Cổ. Không lâu sau chiến thắng, ông nhường ngôi cho Thái tử Hoảng, tức Hoàng đế Trần Thánh Tông, và được tôn làm Hiển Nghiêu Thánh Thọ Thái Thượng Hoàng Đế (顯堯聖壽太上皇帝). Thượng hoàng vẫn có ảnh hưởng lớn đến việc triều chính cho đến khi mất năm 1277. Ông còn là một thiền sư Phật giáo, đã truyền dạy kinh nghiệm tu hành của mình qua các tác phẩm Khóa hư lục, Thiền tông chỉ nam, Chú giải Kinh Kim cương Tam muội và Lục thời sám hối khoa nghi. Ông được xem là người có ảnh hưởng lớn đến sự hình thành Thiền phái Trúc Lâm – giáo hội thống nhất đầu tiên của đạo Phật tại Việt Nam – vào cuối thế kỷ XIII.

## Thân thế
Trần Thái Tông nguyên tên thật là Trần Bồ (陳蒲) sau đổi thành Trần Cảnh (陳煚), các sách sử Trung Quốc gọi là Trần Nhật Cảnh (陳日煚) hoặc Trần Quang Bính (陳光昺)[a], quê ở hương Tức Mặc (nay là phường Lộc Vượng, thành phố Nam Định). Ông sinh ngày 16 tháng 6 năm Mậu Dần, niên hiệu Kiến Gia thứ 8 thời Lý Huệ Tông (tức ngày 9 tháng 7 năm 1218), là con trai thứ hai của quan Nội thị phán thủ Trần Thừa, mẹ ông là Thuận Từ Hoàng hậu Lê thị.
Sách Đại Việt Sử ký Toàn thư, do sử quan Ngô Sĩ Liên biên soạn năm 1479 đời Lê Thánh Tông, mô tả ông có ngoại hình "mũi cao, mặt rộng, giống như Hán Cao Tổ". Khi Trần Cảnh sinh ra, Trần Thừa cùng em là Thái úy Trần Tự Khánh đã nắm quyền thao túng triều đình Nhà Lý. Do sinh ra vị trí thứ hai, nên ông còn được gọi là Trần Nhị Lang (陳二郎).

## Lên ngôi
Trần Cảnh ra đời và lớn lên lúc họ Trần đang nắm quyền bính trong triều đình Nhà Lý, với trụ cột là chú ruột Trần Tự Khánh và sau là phụ thân Trần Thừa. Sau khi Trần Tự Khánh mất (1223), một người chú họ của ông là Trần Thủ Độ (em họ Trần Thừa) được phong chức Điện tiền Chỉ huy sứ, cai quản lực lượng cấm vệ hoàng cung. Năm 1225, Lý Huệ Tông truyền ngôi cho con gái 7 tuổi là Chiêu Thánh, tức vua Lý Chiêu Hoàng. Trần Thủ Độ tiến cử Trần Cảnh, lúc đó mới 8 tuổi, làm Chi hậu chính chi ứng cục hầu hạ trong cung. Trần Cảnh trạc tuổi với Chiêu Hoàng, được bà rất quý mến, gần gũi và hay trêu đùa. Trần Thủ Độ đã lợi dụng điều này để dàn xếp hôn nhân giữa Chiêu Hoàng với Trần Cảnh, sau đó ép Chiêu Hoàng truyền ngôi cho chồng. Sách Đại Việt Sử ký Toàn thư kể rằng:
| “                         | ... Một hôm, Cảnh lúc ấy mới lên 8 tuổi, phải giữ việc bưng nước rửa, nhân thế vào hầu bên trong. Chiêu Hoàng trông thấy làm ưa, mỗi khi chơi đêm đều cho gọi Cảnh đến cùng chơi, thấy Cảnh ở chỗ tối thì thân đến trêu chọc, hoặc nắm lấy tóc, hoặc đứng lên bóng. Có một hôm, Cảnh bưng chậu nước hầu, Chiêu Hoàng rửa mặt lấy tay vốc nước té ướt cả mặt Cảnh rồi cười trêu, đến khi Cảnh bưng khăn trầu thì lấy khăn ném cho Cảnh. Cảnh không dám nói gì, về nói ngầm với Thủ Độ. Thủ Độ nói: "Nếu thực như thế thì họ ta thành hoàng tộc hay bị diệt tộc đây?" Lại một hôm, Chiêu Hoàng lại lấy khăn trầu ném cho Cảnh, Cảnh lạy rồi nói: "Bệ hạ có tha tội cho thần không? Thần xin vâng mệnh". Chiêu Hoàng cười và nói: "Tha tội cho ngươi. Nay ngươi đã biết nói khôn rồi đó". Cảnh lại về nói với Thủ Độ. Thủ độ sợ việc bị lộ thì bị giết cả, bấy giờ mới tự đem gia thuộc thân thích vào trong cung cấm. Thủ Độ cho đóng cửa thành và các cửa cung, sai người coi giữ, các quan vào chầu không được vào. Thủ Độ loan báo rằng: "Bệ hạ đã có chồng rồi". | ” |
| — Đại Việt Sử ký Toàn thư | |   |

Ngày 21 tháng 10 năm Ất Dậu (tức ngày 22 tháng 11 năm 1225) Chiêu Hoàng xuống chiếu nhường ngôi cho Trần Cảnh. Ngày 11 tháng 12 năm ấy (tức 10 tháng 1 năm 1226), Chiêu Hoàng trao hoàng bào cho Trần Cảnh ở điện Thiên An. Nhà Lý chấm dứt sau 216 năm tồn tại. Trần Cảnh lên ngôi Hoàng đế, tự xưng là Thiện Hoàng (善皇), sau đổi thành Văn Hoàng (文皇) và được quần thần tặng tôn hiệu Khải Thiên Lập Cực Chí Nhân Chương Hiếu Hoàng đế (啓天立極至仁彰孝皇帝). Sử sách gọi ông là Trần Thái Tông (陳太宗). Sau này, năm 1237, sau khi dẹp được loạn Hoài vương Trần Liễu, Trần Thái Tông được dâng thêm tôn hiệu là Thống Thiên Ngự Cực Long Công Hậu Đức Hiền Công Hựu Thuận Thánh Văn Thần Vũ Hiếu Nguyên Hoàng đế (綂天御極隆功厚德顯功佑順聖文神武孝元皇帝).
Sau đó, Trần Thủ Độ lập mưu bức tử nhạc phụ ông là nhà sư Huệ Quang (Lý Huệ Tông trước đây) nhằm dẹp trừ hậu họa.

## Trị vì
Sau khi lên ngôi, ông cử Trần Thủ Độ làm Quốc thượng phụ (国尚父) nắm toàn quyền chấp chính. Trần Thủ Độ đang bận đánh dẹp ở bên ngoài, lại tự nghĩ rằng mình vốn mù chữ, nên thuyết phục tân hoàng đế mời cha là Trần Thừa ra làm nhiếp chính. Đề xuất này được triều đình đồng ý, và vào tháng 10 âm lịch năm 1226 Thái Tông tôn Trần Thừa làm Thái thượng hoàng. Còn Trần Thủ Độ được giữ chức Thái sư thống quốc hành quân vụ chinh thảo sư. Dưới triều đại của mình, Trần Thái Tông đã sử dụng các niên hiệu Kiến Trung (建中 tháng 2 âl năm 1225 – tháng 7 âl năm 1237), Thiên Ứng Chính Bình (天應政平 tháng 7 âl năm 1232 – tháng 2 âl năm 1251) và Nguyên Phong (元豐 tháng 2 âl năm 1251 – tháng 2 âl 1258).

### Chính sách trị nước
Trong 9 năm đầu thời vua Thái Tông, Thượng hoàng Trần Thừa nắm quyền cai quản chính sự. Sau khi thượng hoàng mất (1234), Trần Thủ Độ được phong chức Thống quốc Thái sư, trở thành người có ảnh hưởng lớn nhất đến các chính sách của hoàng đế. Từ năm 1226 đến 1258, với sự giúp đỡ của thượng hoàng, Thái sư và các đại thần, Trần Thái Tông đã ban hành nhiều biện pháp về kinh tế, nông nghiệp, giáo dục, văn hóa và luật pháp để củng cố nền cai trị của triều Trần.

#### Quan chế
Sau khi lên ngôi, Hoàng đế Trần Thái Tông đã định lại quan chế Đại Việt. Từ đây có hệ thống quan lại gồm các văn võ đại thần (Tam thái, Tam thiếu, Thái úy, Tư mã, Tư đồ, Tư không), Tể tướng (được thêm danh hiệu là Tả hữu Tướng quốc Bình chương quân quốc trọng sự), thứ tướng (được thêm danh hiệu là Tham tri chính sự, Nhập nội hành khiển, hoặc Tả phù hữu bật), các chức quan văn trong triều (Thượng thư các bộ, Tả hữu tham tri, Tả hữu gián nghị, Trung thư thị lang, Thị lang các bộ, Tả hữu ty lang trung, Viên ngoại lang, Ngự sử đại phu, Ngự sử trung tướng,...), quan võ trong triều (Phiêu kỵ thượng tướng quân, Cấm vệ thượng tướng quân, Kim ngô đại tướng quân, Võ vệ đại tướng quân, Phó đô tướng quân,...), quan văn địa phương (An phủ sứ, Tri phủ, Thông phán, Thiêm phán,...), quan võ địa phương (Kinh lược sứ, Phòng ngự sứ, Thủ ngự sứ, Quan sát sứ, Đô hộ, Đô thống, Tổng quản,...). Vua Thái Tông còn đặt lệ: cứ 15 năm thì xét duyệt quan lại 1 lần, cứ 10 năm thì thăng lên 1 tướng cho các quan, và cứ 15 năm thì thăng lên 1 chức. Cơ quan nào bị thiếu chức phó, thì người giữ chức chánh sẽ kiêm nhiệm chức phó; còn nếu thiếu cả chánh lẫn phó thì cử quan khác làm tạm một thời gian, đến kỳ xét duyệt mới chính thức cho làm chức đó.
Mùa xuân năm 1250, Trần Thái Tông cho đổi Đô vệ phủ (cơ quan coi việc kiện tụng của nhà nước) làm Tam ty viện (tức ba viện Phụng tuyên, Thanh túc, Hiến chính), cử Ngự sử trung tướng Lê Phụ Trần trông coi Tam ty viện.
Cũng từ triều Trần Thái Tông, Nhà Trần có truyền thống chọn người tôn thất làm Tả hữu Tướng quốc Bình chương quân quốc trọng sự, người ngoài hoàng tộc dù có giỏi đến mấy vẫn không được giữ chức đấy. Trong thời kỳ này, vua và bầy tôi giữ quan hệ rất gần gũi, thân mật, ít đặt nặng lễ nghi. Khi có yến tiệc, các quan uống cho say xong rồi đứng lên nắm tay nhau cùng hát. Sử gia Ngô Sĩ Liên đã bình luận: "Xem thế đủ thấy, tuy bấy giờ vua tôi cùng vui, không gò bó vào lễ pháp, cũng là điều giản dị, chất phát của phong tục, nhưng không còn chừng mực gì nữa. Hữu Tử nói: "Biết được hòa đồng rồi hòa đồng, nhưng không lấy lễ mà tiết chế, thì cũng không thể làm được"... kỷ cương của triều đình để đâu?".
Trước đây, triều Lý không có quy chế rõ ràng về việc cấp bổng lộc cho quan lại, chỉ có quan giữ hình ngục là được trả lương hàng năm. Đến năm 1236 Hoàng đế Trần Thái Tông đặt lệ cấp lương bổng cho bá quan văn võ trong triều, ngoài địa phương và các quan coi cung thất, lăng tẩm. Năm 1244 ông lại đặt thêm chế độ lương bổng cho các quan túc vệ. Sĩ phu đời Nguyễn, Phan Huy Chú trong bộ Lịch triều hiến chương loại chí có bình luận: "Chính sự Nhà Trần làm việc này là rất phải, thực rất đáng khen".
Tháng 5 âl năm 1254, vua Thái Tông ban bố quy định về kiểu áo mũ, xe kiệu và số người hầu của vương hầu, văn quan, võ tướng: "Từ tông thất cho đến quan ngũ phẩm đều được đi kiệu, ngựa và võng. Tôn thất thì kiệu đầu đòn chạm phượng sơn son, tướng quốc thì kiệu đầu đòn chạm vẹt sơn đen, lọng tía; từ tam phẩm trở lên thì kiệu đầu đòn chạm mây, lọng xanh; từ tứ phẩm đến lục phẩm thì kiệu đầu đòn bằng dầu; ngũ phẩm trở lên thì lọng xanh; lục thất phẩm thì lọng giấy đen. Người theo hầu nhiều thì 1.000 người, ít thì 100 người".

#### Hành chính, luật pháp
Tháng 8 âm lịch năm 1228, Trần Thủ Độ, Trần Thái Tông cho kiểm tra dân đinh tại Thanh Hóa. Hai ông duy trì chính sách của triều Lý, sai các quan địa phương lập sổ trường tịch để thống kê số lượng trai tráng, người già, người bệnh tật, người đi phiêu bạt, người đến định cư, người đã làm quan văn, quan võ, binh sĩ, thư lại ở mỗi làng. Trong sổ trường tịch, bình dân được chia thành các thể loại như tiểu hoàng nam (nam giới 18-20 tuổi), đại hoàng nam (nam giới trên 20 tuổi), lão (người già 60 tuổi), long lão (người hơn 60 tuổi). Chính sách này giúp triều đình nắm bắt dân số, tiện cho việc quản lý nhân khẩu, thuế má, tuyển mộ lính tráng và động viên cả nước chống ngoại xâm.
Tháng 2 âm lịch năm 1242, Trần Thái Tông chia Đại Việt làm 12 lộ; mỗi lộ gồm nhiều xã hợp thành. Triều đình đặt ra 2 chức quan văn là An phủ chánh, phó sứ để trấn thủ các lộ. Dưới An phủ sứ có các chức đại tư xã (mang hàm từ ngũ phẩm trở lên), tiểu tư xã (hàm từ lục phẩm trở xuống) cai quản 3-4 xã; mỗi xã do quan xã chánh và xã giám quản lý.
Đối với kinh đô, năm 1231, Trần Thái Tông chia Thăng Long làm 61 phường. Ông còn lập Ty Bình bạc làm cơ quan quản lý hành chính của kinh sư. Đồng thời, Thái Tông tu sửa vòng thành ngoài cùng của Thăng Long (thành Đại La) và giao việc canh gác 4 cửa thành cho quân Tứ sương. Bên trong Hoàng thành nhà vua xây thêm nhiều cung điện mới ở hướng đông và hướng tây, tiêu biểu là cung Thánh Từ (nơi ở của thượng hoàng) và cung Quan triều (nơi ở của hoàng đế).
Tháng 3 âm lịch năm 1230, vua Thái Tông sai nghiên cứu luật pháp thời Lý, rồi soạn ra bộ luật Quốc triều thông chế gồm 20 quyển. Ngày nay sách này đã bị thất truyền. Tuy nhiên, theo ghi nhận trong sách Lịch triều hiến chương loại chí của Phan Huy Chú, luật Nhà Trần quy định các tội phạm trộm, cướp phải xăm lên trán 2 chữ "phạm đạo" và bồi thường cho nạn nhân; người nào tái phạm sẽ bị cắt tay, cắt chân hoặc cho voi giày. Người đào ngũ khỏi quân đội cũng bị chặt ngón chân hoặc cho voi đạp chết. Đại Việt Sử ký Toàn thư cũng chép việc nhà vua đề xuất hình phạt đối với người bị tội khổ sai, theo đó phạm nhân tội nhẹ hàng năm phải cày 3 mẫu ruộng công tại xã Nhật Cảo (nay thuộc Thái Bình) và dâng 300 thăng thóc; còn phạm nhân tội nhẹ phải đi nhổ cỏ tại Phượng Thành (Thăng Long) dưới sự giám sát của quân Tứ sương.

#### Văn hóa–giáo dục
Năm 1227, Hoàng đế Thái Tông khôi phục lệ hội thề đền Đồng Cổ (nay thuộc làng Yên Thái, Hà Nội) từ thời Lý. Theo đó ngày 4 tháng 4 âm lịch mỗi năm, Tể tướng cùng bá quan phải tập trung trước đền thần Đồng Cổ để tuyên thệ rằng: "Làm tôi tận trung, làm quan trong sạch, ai trái thề này, thần minh giết chết". Những viên quan không dự phải đóng phạt 5 quan tiền.

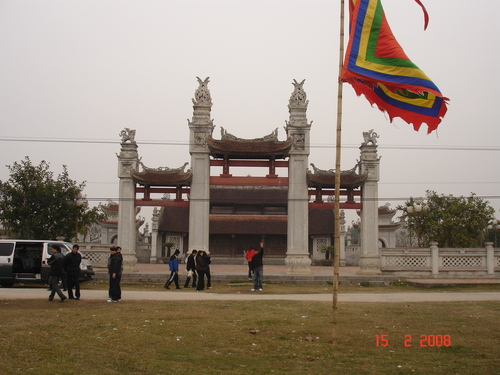
Khu di tích đền Trần (Thái Bình).

Trần Thái Tông còn là một cư sĩ mộ đạo của Phật giáo. Năm 1231, ông và thượng hoàng hạ chiếu cho dựng tượng thờ Phật ở các quán trạm trong nước. Sử quan đời Lê-Trịnh là Ngô Thì Sĩ trong sách Việt sử tiêu án đã lý giải nguồn gốc của việc này rằng: "Tục nước ta: vì nắng bức, nên lập ra nhiều đình quán ở dọc đường cho hành khách nghỉ ngơi, tránh nắng. Khi Vua còn hàn vi, thường vào nghỉ ở một cái đình, có thày tăng bảo rằng: "Cậu bé này ngày sau phải đại quý", nói rồi, không biết thày tăng ấy đi đâu mất, cho nên đến khi bấy giờ phàm chỗ nào có quán trạm đều tô vẽ tượng Phật".
Tháng 4 âm lịch năm 1248, Trần Thái Tông cho xây cầu Lâm Ba ở chùa Chân Giáo, chạy qua hồ Ngoạn Thiềm, tới quán Thái Thanh và cung Cảnh Linh (Thăng Long), sử Nhà Lê mô tả là "cực kỳ tráng lệ". Nhà vua cũng sai tu sửa chùa Diên Hựu vào năm 1249.
Đối với đạo Lão, Đại Việt Sử ký Toàn thư kể nhà vua từng nhờ đạo sĩ cung Thái Thanh là Thậm cầu tự cho mình, kết quả ứng nghiệm, hậu cung có thai sinh ra hoàng tử thứ 6 – Chiêu Văn vương Trần Nhật Duật.
Hoàng đế Trần Thái Tông cũng có nhiều đóng góp cho sự lớn mạnh của nền giáo dục Nho giáo. Từ năm 1232 đến 1239, ông đã tổ chức các khoa thi Thái học sinh (lần đầu vào tháng 2 âm lịch năm 1232; lần hai vào tháng 2 âm lịch năm 1239) để tuyển nho sĩ giỏi ra giúp nước. Những người thi đỗ được phân theo 3 hạng trong tam giáp (đệ nhất giáp, đệ nhị giáp và đệ tam giáp); chẳng hạn, kỳ thi năm 1232 có Trương Hanh và Lưu Diễm đỗ đầu, trúng đệ nhất giáp; Đặng Diễn và Trịnh Phẫu trúng đệ nhị giáp; Trần Chu Phổ trúng đệ tam giáp.
Tháng 8 âm lịch năm 1236, Thái Tông cho các nho sinh thi đỗ vào hầu vua, việc này sau trở thành lệ. Tháng 10 âm lịch cùng năm, ông lập Quốc tử viện làm nơi học của con em các văn thần, tụng thần; lấy Phạm Ứng Thần làm Thượng thư tri Quốc tử viện.
Năm 1247, Thái Tông đặt lệ thi lấy Tam khôi gồm 3 người đỗ đầu là trạng nguyên, bảng nhãn, thám hoa (trên thái học sinh) và quy định cứ 7 năm mở 1 khoa thi. Tháng 2 âm lịch năm 1247, nhà vua mở khoa thi Tam khôi đầu tiên, lấy được Trạng nguyên Nguyễn Hiền, Bảng nhãn Lê Văn Hưu, Thám hoa Đặng Ma La cùng 48 Thái học sinh (trong đó, Lê Văn Hưu chính là người đã soạn bộ quốc sử đầu tiên của Việt Nam – Đại Việt sử ký và dâng lên Thượng hoàng Trần Thái Tông, vua Trần Thánh Tông năm 1272). Mùa xuân năm 1256, Thái Tông mở khoa thi Tam khôi thứ hai, đồng thời đặt lệ lấy 2 trạng nguyên: 1 kinh trạng nguyên dành cho các lộ phía bắc và 1 trại trạng nguyên dành cho Thanh Hóa và Nghệ An để khuyến khích việc học ở phương nam. Khoa này chấm đỗ 47 người.
Bên cạnh việc tiến hành các khoa thi Nho học, Trần Thái Tông cũng tổ chức thi Tam giáo vào tháng 8 âm lịch năm 1247 để chọn người am hiểu 3 đạo Phật, Nho và Lão làm quan. Ngô Thì Sĩ đã nhận xét về nền khoa cử thời vua Thái Tông rằng: "điều lệ khoa thi ngày thêm đầy đủ, ân điển ngày một long trọng, ở đó mới sản xuất lắm nhân tài, so với triều Lý thịnh hơn nhiều".
Tháng 6 âm lịch năm 1253, Trần Thái Tông sai dựng Quốc học viện, tại đây có tượng thờ Chu Công Đán, Khổng Tử, Mạnh Tử và tranh thờ Thất thập nhị hiền (72 môn sinh của Khổng Tử). Tháng 9 âm lịch năm này, ông triệu tập sĩ phu trong nước về Quốc tử viện giảng Ngũ kinh, Tứ thư.

#### Kinh tài
Để cải thiện nền kinh tế Đại Việt vốn đã suy thoái từ cuối thời Lý, vua Thái Tông ban hành một loại thuế mới (thuế thân), được đánh dựa trên diện tích ruộng của mỗi người dân. Mức thuế thân được quy định là 1 quan tiền đối với người có 1-2 mẫu ruộng (tức khoảng từ 3600 đến 7200 m²), 2 quan đối với người có 3-4 mẫu, và 3 quan đối với người có ít nhất 5 mẫu. Triều đình còn thu thuế ruộng ở các mức độ khác nhau tùy theo phân loại ruộng (ruộng tư nhân; ruộng công - gồm ruộng quốc khố và ruộng thác điền). Thuế các loại ruộng thường được tính bằng thóc, chẳng hạn mức thuế ruộng tư nhân là 100 thăng thóc trên một mẫu. Ngoài ra, sách Khâm định Việt sử Thông giám Cương mục (sử quan thời Tự Đức soạn) còn viện dẫn An Nam tức sự (tập thơ của sứ giả Nhà Nguyên Trần Phu mô tả chuyến đi Đại Việt năm 1293) cho biết triều Trần áp thuế với trầu cau, dầu thơm và mọi mặt hàng rau quả, thủy sản.
Cuối năm 1226, triều đình Thái Tông quy định "cho dân gian dùng tiễn "tỉnh bách" mỗi tiễn là 69 đồng. Tiền nộp cho nhà nước (tiễn "thượng cung") thì mỗi tiễn là 70 đồng" (theo Đại Việt Sử ký Toàn thư). Đây được xem là lần đầu tiên sử sách Việt Nam ghi lại quan hệ giữa các đơn vị tiền tệ.
Nhà vua và Trần Thủ Độ rất chú trọng đến thủy lợi-nông nghiệp. Mùa xuân năm 1231, ông sai hoạn quan Nguyễn Bang Cốc đôn đốc quân bản phủ đào kênh Trầm, kênh Hào từ Thanh Hóa tới Diễn Châu. Bang Cốc đã hoàn tất công việc và được Thái Tông phong tước Phụ Quốc thượng hầu. Năm 1248, Thái Tông sai đào sông Mã, sông Lễ và đục núi Chiếu Bạch ở Thanh Hóa, tạo thành một con kênh chạy dài theo hướng bắc nam, dài hơn 8 km từ sông Hoạt (chỗ sát Cầu Cừ) đến sông Lèn (làng Bình Lâm) nhằm tiêu nước từ Tống Giang (Hà Trung, Thanh Hóa). Đến năm 1256, nhà vua sai vét sông Tô Lịch để hỗ trợ giao thông, đồng thời tạo nguồn tưới tiêu cho các địa phương quanh kinh thành.
Công tác đê điều đã đạt được bước phát triển mới trong thời Trần Thái Tông. Trước đây Nhà Lý đã quan tâm đắp đê nhưng chưa có quy hoạch quy mô, nên nhiều lần nước vẫn tràn vào kinh thành. Năm 1238 và 1243, nước lại tràn vào cung điện. Tháng 3 âm lịch năm 1248, Thái Tông truyền cho các lộ đắp đê suốt từ đầu nguồn ra tới bờ biển để chống nước lũ dâng tràn, gọi là đê đỉnh nhĩ (quai vạc). Ông lập ra cơ quan Hà đê, có chánh sứ, phó sứ phụ trách đê điều trong cả nước. Nếu có đoạn đê lấn vào ruộng tư nhân, triều đình sẽ đền tiền cho chủ ruộng.
Mỗi khi trong nước có hạn hán, triều đình thường ban hành luật miễn thuế khóa, mở lương thóc rồi đại xá. Các chính sách kinh tế-xã hội của Thượng hoàng Trần Thừa, Thái sư Trần Thủ Độ và Hoàng đế Trần Thái Tông đã khiến quốc lực mau chóng khôi phục, Đại Việt lại trở nên phồn thịnh và thái bình. Đại Việt Sử ký Toàn thư có mô tả tình hình Đại Việt thời Trần Thái Tông là "quốc gia vô sự, nhân dân yên vui".

#### Bình Chiêm dẹp Bắc
Trần Thái Tông rất chú trọng việc xây dựng quân đội thiện chiến, gồm cấm quân và quân các lộ. Năm 1239 ông ra lệnh tuyển đinh tráng trong nước làm lính; chia làm 3 bậc thượng, trung, hạ. Tháng 2 âm lịch năm 1241, ông tìm người khỏe mạnh và thạo võ nghệ cho gia nhập Cấm quân, gọi là quân thượng đô túc vệ. Sau đó, mùa xuân năm 1246 Thái Tông lập ra 3 vệ cấm quân, tên là Tứ thiên, Tứ thần, Tứ thánh. Đối với quân các lộ, nhà vua quy định: đinh tráng của hai lộ Long Hưng, Thiên Trường thì gia nhập quân Thiên thuộc, Thiên cương, Cương thánh, Cung thần; đinh tráng lộ Hồng, lộ Khoái thì gia nhập quân Tả Hữu Thánh Dực; đinh tráng hai lộ Trường Yên, Kiến Xương thì gia nhập quân Thánh Dực, Thần sách. Đinh tráng các lộ còn lại được cho vào quân Cấm vệ hoặc các đoàn đội trạo nhi (lính chèo thuyền).
Tháng 8 âm lịch năm 1253, Thái Tông thành lập Giảng Võ đường để huấn luyện cho quan võ. Sĩ phu đời Lê Ngô Thì Sĩ đã khen ngợi chính sách xem trọng văn, võ của vua sáng lập triều Trần:
| “                 | Vua [Thái Tông] lập ra nhà học, tôn chuộng nghề văn, dựng lên ngôi nhà, giảng tập việc võ, cả văn và võ có vẻ rực rỡ lắm, cho nên có các ông Hán Siêu, Trung Ngạn, Nhật Duật, Ngũ Lão nối nhau xuất hiện, Văn Trinh và Hưng Đạo là bậc danh nho, danh tướng lừng lẫy thời bấy giờ, là kết quả của sự tôn chuộng văn võ đó. | ” |
| — Việt sử tiêu án | |   |

##### Dẹp Bắc
Dưới thời Thái Tông, một số cuộc xung đột đã xảy ra trên biên giới phía Bắc và Nam của Đại Việt. Ở phía Bắc, Nam Tống đang chịu sức ép tấn công từ đế quốc Mông Cổ. Do vậy, quan lại của Tống kiểm soát biên giới phía Nam rất lỏng lẻo, tạo điều kiện cho các toán cướp người Mán liên tục hoành hành. Điều này đã làm cản trở cho việc đi lại giữa Đại Việt với Tống. Sách Khâm định Việt sử Thông giám Cương mục còn cho biết: "Sứ bộ Nhà Trần phái sang bên Tống, được đi độ bốn người, chỉ được đem giấy tờ đi theo, còn lễ cống thì niêm phong lại đưa đến biên giới, do quan địa phương chuyển đệ về triều, nhưng cũng không lần nào đệ về được đầy đủ."
Tháng 10 âm lịch năm 1240, dân Thổ Mán từ nước Tống kéo sang Đại Việt, cướp phá Lạng Giang. Thái Tông cử thị thần Bùi Khâm lên biên giới giải quyết tình hình.
Mùa đông năm 1241, người dân tộc nước Tống lại quấy phá biên giới Đại Việt. Thái Tông sai đốc tướng Phạm Kính Ân mang quân dẹp loạn, phá được quân Thổ, Mán.
Cuối năm 1241, Trần Thái Tông thân chinh đánh vào đất Tống, hòng truy diệt các toán cướp Thổ Mán và nối lại đường giao thông giữa Đại Việt với Tống. Sách Đại Việt Sử ký Toàn thư đã thuật lại cuộc hành quân này rằng:
"Vua thân hành cầm quân đi đánh các trại Vĩnh An, Vĩnh Bình của nước Tống phía đường bộ, vượt qua châu Khâm, châu Liêm, tự xưng là Trai Lang, bỏ thuyền lớn ở trong cõi, chỉ đi bằng các thuyền nhỏ Kim Phụng, Nhật Quang, Nguyệt Quang. Người châu ấy không biết là vua, đều sợ hãi chạy trốn. Đến sau biết là vua mới chăng xích sắt giữa sông để chặn đường thủy. Khi trở về, vua sai nhổ lấy vài chục cái neo đem về."
Sau khi về nước, tháng 4 âm lịch năm 1242, vua Thái Tông lại sai Thân vệ tướng quân Trần Khuê Kình đưa quân lên đóng tại biên ải Việt-Tống. Trần Khuê Kính thúc quân đánh chiếm lộ Bằng Tường (Trung Quốc), từ đây các tuyến giao thông giữa Đại Việt với Tống hoàn toàn được khôi phục.

##### Bình Chiêm
Ở phía Nam, kể từ cuối thời Lý, Chiêm Thành thường xua quân cướp phá vùng ven biển của Đại Việt. Từ năm 1203-1220, Chiêm Thành bị Chân Lạp đô hộ. Đến tận năm 1226, vua Jaya Paramesvaravarman II mới tuyên bố giành lại độc lập. Cùng năm 1226, Nhà Trần thành lập, vua Thái Tông đã sai sứ sang thông hiếu với Chiêm Thành. Người Chiêm một mặt dâng triều cống (các năm 1228, 1242), mặt khác cho quân đánh phá Đại Việt và đòi vua Trần trả lại lãnh thổ bị mất năm 1069. Tháng 1 âm lịch năm 1252, Thái Tông cử em là Trần Nhật Hiệu làm Lưu thủ kinh sư, rồi thân chinh đánh Chiêm Thành. Quân Đại Việt thắng trận, bắt được vương hậu Bố Da La cùng nhiều thê thiếp, quân dân của vua Chiêm Jaya Paramesvaravarman II. Cuối năm 1252, vua Thái Tông đem quân về nước, phong Nhật Hiệu làm Thái úy. Thất bại này khiến Chiêm Thành phải chính thức thần phục Nhà Trần; sử Việt và thư từ ngoại giao giữa vua Trần với vua Mông Cổ đều xác định từ năm 1252 đến năm 1285, Chiêm Thành đã nhiều lần sai sứ sang triều cống (thậm chí vào năm 1279, nhiều sứ thần Chiêm còn xin ở lại làm quan cho vua Trần) và không gây một cuộc chiến nào với Đại Việt.

### Phế lập Hoàng hậu
Mùa xuân năm 1226, sau khi được vợ là Lý Chiêu Hoàng nhường ngôi, Trần Thái Tông đã lập Chiêu Hoàng làm Hoàng hậu, đổi gọi là Chiêu Thánh Hoàng hậu. Trong thời gian này, Thái Tông có một hoàng tử đặt tên là "Trịnh" (鄭), nhưng không rõ mẹ là ai, cũng không có gì chứng minh đây là con do Chiêu Thánh sinh hạ. Sách "Đại Việt sử ký Toàn thư" gọi Trịnh là Hoàng thái tử, nhưng khi viết về việc Trịnh mất (năm 1233) thì Ngô Sĩ Liên phỏng đoán là Trịnh đã chết ngay khi sinh. Bản thân Ngô Sĩ Liên cũng không ghi chép mẹ của hoàng tử là ai, cũng không ám chỉ là Chiêu Thánh sinh ra. Thái sư Trần Thủ Độ cùng vợ là Thiên Cực công chúa bèn tính chuyện lập một người khác làm hoàng hậu để đảm bảo có con nối dõi cho Thái Tông.
Năm 1236, thấy Thuận Thiên công chúa (chị của Chiêu Thánh và cũng là vợ Hoài vương Trần Liễu - anh Thái Tông) đang mang thai Trần Quốc Khang 3 tháng, Trần Thủ Độ ép nhà vua phế Chiêu Thánh xuống làm công chúa, rồi lấy Thuận Thiên làm hoàng hậu mới. Trần Liễu không chịu mất vợ, bèn tập hợp binh lực nổi dậy trên sông Cái. Điều này làm cho Thái Tông khó xử, và vào một đêm ngày 9/5 (mồng 3 tháng 4 âm lịch), ông bí mật rời Thăng Long lên núi Yên Tử, xin tu theo thiền sư Đạo Viên. Khi thiền sư hỏi ông có nhu cầu gì mà lên núi, nhà vua bày tỏ: "Trẫm còn thơ ấu vội mất hai thân, bơ vơ đứng trên sĩ dân không chỗ nương tựa. Lại nghĩ sự nghiệp các bậc đế vương đời trước, thạnh suy không thường, cho nên Trẫm đến núi này chỉ cầu làm Phật, chớ không cầu gì khác". Sư Đạo Viên trả lời:
"Trong núi vốn không có Phật, Phật chỉ ở trong tâm. Tâm lặng mà biết gọi là Chân Phật. Nay Bệ hạ nếu ngộ tâm này thì tức khắc thành Phật, không nhọc tìm cầu bên ngoài."
Sau đó, Trần Thủ Độ đưa các quan lên núi Yên Tử năn nỉ Thái Tông trở lại kinh đô. Sư Đạo Viên cũng khuyên rằng:
"Phàm làm đấng nhân quân, phải lấy ý muốn của thiên hạ làm ý muốn của mình, lấy tâm của thiên hạ làm tâm của mình. Nay thiên hạ muốn đón Bệ hạ trở về, Bệ hạ không về sao được. Song phần nghiên cứu nội điển, mong Bệ hạ đừng xao lãng."
Nghe lời sư Đạo Viên và Trần Thủ Độ, Trần Thái Tông cùng bách quan trở về kinh đô, tiếp tục trị nước. Hai tuần sau, Trần Liễu nhận thấy quân mình yếu thế và không thể chống lại triều đình. Trần Liễu chờ lúc Thái Tông đi thuyền qua sông Cái, rồi Liễu cải trang làm người đánh cá, đi thuyền độc mộc đến chỗ thuyền ngự để đầu hàng. Trần Thủ Độ rút gương toan chém Trần Liễu, nhưng Thái Tông lấy thân mình bảo vệ cho Trần Liễu, rồi khuyên Trần Thủ Độ thu quân. Nhà vua còn cấp cho Trần Liễu đất thái ấp ở Yên Phụ, Yên Dưỡng, Yên Sinh, Yên Hưng và Yên Bang (nay thuộc Quảng Ninh), ngoài ra tặng Liễu tước Yên Sinh vương (安生王). Các sử gia như Ngô Sĩ Liên và Phan Phu Tiên đã chỉ trích Thái Tông là "cướp vợ của anh" và quy cho ông là đặt tiền đề cho các hành vi trái "tam cương ngũ thường" của vua tôi triều Trần:
| “             | Thái Tông mạo nhận con của anh làm con của mình. Sau này Dụ Tông và Hiến Từ đều cho Nhật Lễ làm con của Cung Túc Vương, đến nỗi cơ nghiệp Nhà Trần suýt nữa bị sụp đỗ, há chẳng phải là không có ngọn nguồn của nó sau? | ” |
| — Ngô Sĩ Liên | |   |

Tuy nhiên, nhóm sử thần Đại Nam biên soạn bộ Khâm định Việt sử Thông giám Cương mục có lời biện hộ cho Trần Thái Tông trước các phê bình của sử thần triều trước:
| “                                        | Phong hóa Nhà Trần không nghiêm chỉnh, lại tệ hơn phong hóa Nhà Đường ở Trung Quốc. Nhưng bấy giờ Thái Tông hãy còn thơ ấu, mà Thủ Độ là người rất ngoan cố, phàm việc gì cũng do hắn chỉ sử, Thái Tông không theo cũng không được. Thế mà sử thần cứ chỉ trích riêng Thái Tông, như thế chưa phải là lời phê công bằng. Vả lại, lúc mới khai quốc, vua còn thơ ấu, lòng người còn nghi ngờ, Thủ Độ lại vốn là người không biết chữ, thế mà một mình kinh doanh, dựng lên được nghiệp lớn, thì thực là cương quyết, hiểm giảo, xưa nay ít có mấy người. | ” |
| — Khâm định Việt sử Thông giám Cương mục | |   |

Tháng 2 âm lịch năm 1237, Trần Thái Tông dựng điện Linh Quang (hay điện Phong Thủy) ở bến Đông Bộ Đầu, bờ nam sông Hồng, đoạn từ dốc Hàng Than tới cầu Long Biên ngày nay. Thường khi xe vua đi từ hoàng thành ra đây, bá quan đưa đón, dâng trầu cau và trà, nên dân gian quen gọi là điện Hô Trà (Gọi Chè).
Cũng sau lần gặp Thiền sư Đạo Viên ở Yên Tử năm 1236, Trần Thái Tông bắt đầu chuyên tâm tu tập theo Thiền tông Phật giáo. Mặc dù bận việc coi chính sự và học Khổng giáo, ông vẫn dành nhiều thời gian cho việc nghiên cứu, áp dụng các triết lý trong kinh điển Đại thừa cùng những giáo huấn của Tổ sư Thiền. Nhà vua tu học với sự hỗ trợ của các thiền sư như Đạo Viên ở Yên Tử, Ứng Thuận, Tức Lực và Đại Đăng ở Thăng Long, cùng các vị tăng người Tống là Đức Thành, Thiên Phong. Theo cuốn Thánh đăng ngữ lục (một tác phẩm khuyết danh về việc tu học Thiền tông của 5 vua đầu thời Trần, được viết vào khoảng thế kỷ XIV), Thái Tông đọc kinh Kim Cương đến câu "Ưng vô sở trụ nhi sanh kỳ tâm" thì ngộ đạo. Sau đó, khoảng năm 1247-1252, ông viết sách Thiền tông chỉ nam ca (Bài ca về yếu chỉ của Thiền tông) để truyền bá cho hậu sinh về kinh nghiệm giác ngộ của mình. Thiền sư Đạo Viên khi đọc được tác phẩm này đã nhận xét: "Tâm của chư Phật ở cả trong này", và khuyến khích nhà vua lưu hành rộng rãi trong nước. Ngoài ra, Thái Tông còn dựng chùa Tư Phúc trong nội đô Thăng Long, để trao đổi thêm kiến thức với các cao tăng, đồng thời giảng dạy Thiền học cho lớp hậu sinh. Thánh đăng ngữ lục kể rằng "hằng ngày vua cúng trai tăng cho hơn 500 vị, độ làm đệ tử hơn 30 người".

### Kháng chiến chốngMông Cổ
Trong khi Đại Việt hưng thịnh dưới triều Trần, ở phương Bắc, Nhà Tống phải rút xuống phía nam trước sự xâm lấn từ nước Kim của người Nữ Chân. Phía tây bị nước Tây Hạ chia cắt. Tới đầu thế kỷ XIII, người Mông Cổ ở phía bắc nước Kim thống nhất dưới quyền Thành Cát Tư Hãn, trở nên lớn mạnh. Mông Cổ đánh xuống phía nam, tiêu diệt Tây Hạ (1227) và Kim (1234). Mặc dù đã mở rộng bờ cõi bao la sang phía tây, diệt nhiều nước Tây Á và đánh sang châu Âu, người Mông Cổ tiếp tục tiến xuống phía nam để tiêu diệt Nam Tống. Trước thế tấn công của Mông Cổ, tháng 2 âm lịch năm 1257, thổ quan châu Tư Minh của Tống là Hoàng Bính đem gia quyến sang nội thuộc Đại Việt. Trần Thái Tông nhận, lấy con gái Bính là Huệ Túc Phu nhân.
Năm 1253, quân Mông Cổ do Thái soái Uriyangqatai (Ngột Lương Hợp Thai) chỉ huy chinh phục nước Đại Lý (Vân Nam ngày nay). Sau đó, năm 1257, khắc hãn Mông Cổ là Mông Kha lên kế hoạch sai Uriyangqatai đem quân từ Đại Lý xuống chiếm Đại Việt, hòng tạo thế "gọng kìm" đánh quặt lên các châu Ung (nay là Nam Ninh, Quảng Tây) và Quế (nay là Quế Lâm, Quảng Tây) của Tống. Uriyangqatai đã 3 lần gửi sứ sang đòi Đại Việt thần phục nhưng vua Thái Tông không những từ chối mà còn bắt các sứ giả giam vào ngục. Thái Tông cũng khẩn trương chuẩn bị kháng chiến. Theo Đại Việt Sử ký Toàn thư, tháng 9 âm lịch năm 1257, ông sai Hưng Đạo vương Trần Quốc Tuấn huy động quân thủy bộ trấn thủ biên giới, sau đó, tháng 11 âm lịch năm 1257, ông kêu gọi quân dân cả nước sửa soạn khí giới. Các vương hầu, tôn thất cũng chiêu mộ gia nô, dân binh, thổ binh... làm lực lượng cần vương, phối hợp chiến đấu với quân chính quy của triều đình.
Tháng 12 âm lịch năm 1257, Uriyangqatai (Ngột Lương Hợp Thai) dẫn gần 3 vạn quân tiến vào Đại Việt. Ngày 12 tháng 12 âm lịch năm 1257 (tức ngày 17 tháng 1 năm 1258) quân Mông Cổ đến Bình Lệ Nguyên (nay là huyện Bình Xuyên tỉnh Vĩnh Phúc), Trần Thái Tông thân đem sáu quân đi đánh. Sử cũ ghi nhận nhà vua và tướng Lê Phụ Trần đã chiến đấu rất cam đảm, nhưng không thể đánh bại quân Mông Cổ. Khi quan quân thất thế, có người khuyên Thái Tông ở lại tử thủ nhưng Lê Phụ Trần kiên quyết ngăn cản. Thái Tông thu quân đến bến Lãnh Mỹ, sau đó xuống thuyền đi về Phù Lỗ. Uriyanqatai sai Cacakdu tiến quân nhanh ra bến, hòng cướp thuyền, bắt sống vua quan Nhà Trần, nhưng không thành công. Cương mục chép: "Nhà vua... lui quân đóng ở sông..., Phụ Trần đi sau cùng để vén quân. Lúc ấy quân Mông Cổ đuổi gấp, bắn tứ tung, Phụ Trần lấy cái sạp thuyền che đỡ cho nhà vua được thoát nạn". Thất bại trong việc đuổi bắt bộ chỉ huy Nhà Trần và kết thúc sớm chiến tranh đã khiến cho Cacakdu bị Uriyanqatai trách phạt dữ dội, và phải uống thuốc độc tự tử.
Sang ngày hôm sau, ngày 18 tháng 1 năm 1258, vua Trần Thái Tông dàn quân chặn địch bên sông Cà Lồ ở Phù Lỗ. Quân Mông Cổ vượt sang sông Cà Lồ và đánh bại quân Đại Việt. Vua Trần lại chủ động rút quân về phía Thăng Long. Uriyangqatai tung quân truy kích tới bến Đông Bộ Đầu (nay là phố Hòe Nhai, Hàng Than, Hà Nội) trên hướng đông Thăng Long. Để thoát khỏi tình thế nguy ngập, bộ chỉ huy Đại Việt quyết định di tản lực lượng khỏi kinh đô, và lui về sông Thiên Mạc (nay thuộc huyện Khoái Châu, tỉnh Hưng Yên). Tại đây vua Thái Tông đã thảo luận với Lê Phụ Trần những vấn đề cơ mật, hầu như không người nào được nghe. Nhà vua cũng đi thuyền nhỏ tới thuyền của Trần Nhật Hiệu (chỉ huy quân Tinh Cương) để xin ý kiến về kế sách giữ nước. Nhật Hiệu đưa ngón tay xuống chấm nước rồi ghi hai chữ "nhập Tống" (tức là nên trốn sang nước Tống) trên mạn thuyền. Thái Tông lại hỏi về tình hình quân Tinh Cương thì Nhật Hiệu chỉ đáp: "Không gọi được chúng đến". Sau đó Thái Tông tìm đến tham vấn Thái sư Trần Thủ Độ, và được thái sư khích lệ:
| “             | Đầu thần chưa rơi xuống đất, Bệ hạ đừng lo gì khác. | ” |
| — Trần Thủ Độ |                                                     |   |

Quân Mông Cổ chiếm được kinh thành Thăng Long, song gặp nhiều khó khăn do thiếu lương thực trầm trọng. Mông Cổ phải chia quân đi cướp bóc ở vùng ngoại vi và phụ cận, nhưng bị dân chúng chặn đánh quyết liệt. Quân Mông Cổ chịu tổn thất nặng nề. Trong khi đó, quân chủ lực Đại Việt đã được chỉnh đốn và hồi sức sau những thất bại đầu tiên. Ngày 28 tháng 1 năm 1258, vua Trần Thái Tông cùng Thái tử Trần Hoảng thúc quân phản kích vào bến Đông Bộ Đầu, đánh tan quân Mông Cổ. Uriyangqatai phải rút quân khỏi Thăng Long và tháo chạy về Vân Nam. Trên đường chạy, quân Mông Cổ lại bị một thổ quan người Tày là Hà Bổng tập kích, đánh tan tại Quy Hóa (vùng Lào Cai, Yên Bái). Quân Mông Cổ rút lui, không hề cướp phá, nên dân Việt gọi là "giặc Phật". Uriyangqatai kéo quân về thành Áp Xích (Đại Lý), phải tìm đường khác đánh đất Tống. Ngày mùng một Tết năm 1258, Trần Thái Tông tổ chức định công, phạt tội cho quan tướng tại Thăng Long. Lê Phụ Trần lãnh chức Nhập nội phán thủ, tước Bảo Văn hầu và được gả vợ cũ vua là Chiêu Thánh; Trần Khánh Dư được ban chức Thiên tử nghĩa nam; Hà Bổng cũng thụ phong tước hầu.
Bộ Đại Việt Sử ký Toàn thư cũng kể chuyện Trần Thái Tông tha tội cho Hoàng Cự Đà, viên tiểu hiệu có hành vi bất trung trong cuộc chiến chống Mông Cổ:
Trước kia có lần vua ban xoài cho những người hầu cận, Cự Đà không được ăn. Đến khi quân Nguyên tới Đông Bộ Đầu, Cự Đà ngồi thuyền nhẹ chạy trốn. Đến Hoàng giang gặp Hoàng thái tử đi thuyền ngược lên, Đà lánh sang bờ sông bên kia, thuyền chạy rất gấp. Quan quân gọi lớn:
- Quân Nguyên ở đâu?
Cự Đà trả lời:
- Không biết, đi mà hỏi những người ăn xoài ấy!
Đến đây, Thái tử xin khép Cự Đà vào cực hình để răn những kẻ làm tôi bất trung. Vua nói:
- Cự Đà tội đáng giết cả họ, song đời xưa đã có chuyện Dương Châm không được ăn thịt dê, đến nỗi làm quân nước Trịnh bị thua. Việc Cự Đà là lỗi ở ta, tha cho hắn tội chết, cho phép hắn đánh giặc chuộc tội.

#### Bang giao sau cuộc chiến
Sau thất bại của cuộc tấn công Đại Việt năm 1258, đế quốc Mông Cổ vẫn không bỏ ý định thôn tính phương Nam. Lúc này Mông Cổ đang phải tập trung lực lượng đánh Nam Tống, nên họ chưa thể phát binh đánh Đại Việt lần hai, và tạm sử dụng biện pháp ngoại giao để thuyết phục vua Trần thần phục. Theo các sách Kinh thế đại điển tự lục và Nguyên sử, ngay sau khi lui quân về Vân Nam, Thái soái Mông Cổ Uriyangqatai (Ngột Lương Hợp Thai) đã gửi 2 sứ giả sang dụ vua Trần tới chầu. Trần Thái Tông trói hai sứ giả và trục về nước. Đồng thời ông vẫn duy trì quan hệ hữu hảo với Nam Tống. Nhưng một thời gian sau, thấy Mông Cổ còn rất mạnh và tiếp tục lấn vào đất Tống, triều đình Thái Tông nhận định Nam Tống không còn khả năng ảnh hưởng tới Đại Việt và chính Mông Cổ mới là mối đe dọa lớn nhất. Nhà vua bèn thay đổi phương sách ngoại giao; mùa xuân năm 1258, ông cử một phái bộ gồm Lê Phụ Trần làm Chánh sứ, Chu Bác Lãm làm Phó sứ sang thông hiếu với Mông Cổ. Sứ bộ này lấy danh nghĩa sang dâng cống vật cho Uriyanqatai tại Vân Nam; nhưng thực chất là đi thăm dò thực lực cũng như các động thái của Mông Cổ.
Sau khi sứ bộ của Lê Phụ Trần về nước, hãn Mông Cổ sai Nur-ud-Dīn đi sứ sang Đại Việt, đem theo bức thư đòi Thái Tông đích thân đến chầu. Trong thư có đoạn: "Trước đây ta sai sứ sang thông hiếu, các ngươi bắt giữ không cho về, vì thế ta mới có cuộc xuất quân năm trước, khiến quốc chủ ngươi phải chạy ra nơi thảo dã. Lại lệnh hai sứ đến chiêu an, trả nước, ngươi lại bắt trói sứ ta rồi đuổi về. Nay đặc sai sứ đến dụ, nếu bọn ngươi có lòng thề nội phụ thì quốc chủ phải đích thân đến, nhược bằng không sửa lỗi, hãy báo cho ta rõ". Thái Tông không chấp thuận, chỉ trả lời bằng lời lẽ tế nhị: "Tiểu quốc thành tâm thờ bề trên, vậy đại quốc đối đãi thế nào?". Chuyến đi sứ của Nur-ud-Dīn hoàn toàn thất bại; nhưng sau đó, Mông Kha lại sai Nur-ud-Dīn sang Đại Việt với mục đích tương tự lần trước. Vua Trần vẫn không nhượng bộ, nhưng cũng trấn an sứ giả rằng "Đợi đức âm ban xuống sẽ lập tức sai con em sang làm con tin". Trên thực tế, việc này không bao giờ được thực hiện. Cuộc đấu tranh ngoại giao giữa hai nước tiếp tục diễn ra quyết liệt cho đến thời Trần Nhân Tông, khi Mông Cổ xâm lược Đại Việt lần thứ hai (1285).
Đánh giá về tầm vóc của cuộc thắng lợi năm 1258 của Trần Thái Tông và quân dân Đại Việt, các tác giả phương Tây Peter D. Sharrock và Vũ Hồng Liên (người Anh gốc Việt) viết:
| “                                | Các bộ sử Việt ca ngợi các sự kiện năm 1258 là một đại thắng, nhưng Nguyên sử và An Nam chí lược cho là người Mông Cổ đã thắng, vì họ đã chiếm được Thăng Long. Cuối năm đó, Đại hãn Mông Kha gửi một lá thư cho vua Trần, có nói đến việc ông ta [vua Trần] đuổi hai sứ Mông Cổ, và yêu cầu triều đình Trần thần phục. Điều đó có nghĩa là Nhà Trần đã không thần phục từ trước. Điều đó cũng có nghĩa là thanh danh bất khả chiến bại của người Mông Cổ đã bị tan vỡ tại thời điểm này. Nguyên sử, An Nam chí lược và các bộ sử biên niên Việt chỉ viết sơ sài về cuộc chiến năm 1258, nhưng thật ra đây là một bước ngoặt trong lịch sử thế giới, vì đây là bước lùi đầu tiên của quân Mông Cổ tại châu Á và trong chiến dịch chinh phục thế giới của họ. Nó được nối tiếp bằng thất bại được biết đến nhiều hơn của họ trong tay người Mamluk tại Ain Jalut tháng 9 năm 1260. | ” |
| — Petrer Sharrock & Vũ Hồng liên | |   |

## Thái thượng hoàng

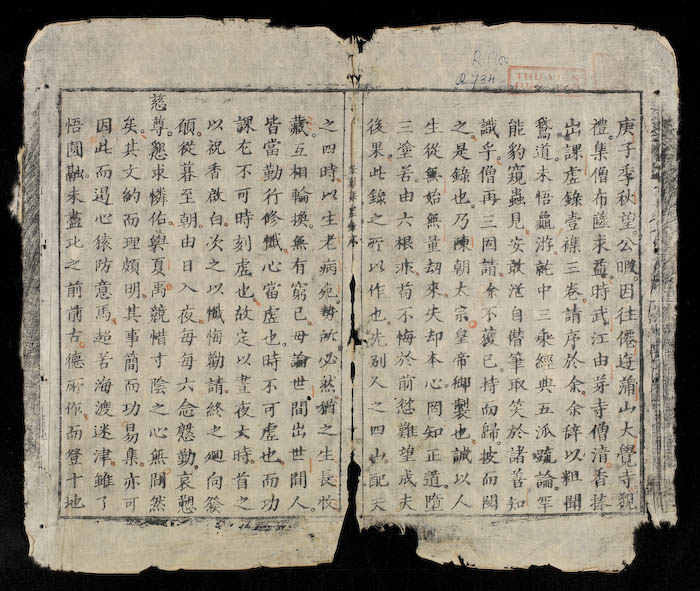
Bản in của sách lý luận triết lý Phật Pháp của nhà vua viết vào năm 1260

Ngày 24 tháng 2 năm Nguyên Phong thứ 8 (tức ngày 30 tháng 3 dương lịch năm 1258), Trần Thái Tông truyền ngôi cho Thái tử Trần Hoảng, tức Hoàng đế Trần Thánh Tông. Trần Thái Tông lui về cung Thánh Từ làm Thái thượng hoàng, được Thánh Tông dâng tôn hiệu Hiển Nghiêu Thánh Thọ Thái Thượng Hoàng Đế (顯堯聖壽太上皇帝). Từ đây, Nhà Trần theo lệ truyền ngôi sớm cho thái tử, thứ nhất để tránh việc tranh giành ngôi báu giữa các con (do đã sớm được định đoạt), thứ nữa là rèn luyện cho vị hoàng đế mới cai trị đất nước càng sớm càng tốt.
Trên cương vị là Thượng hoàng, Trần Thái Tông vẫn hỗ trợ, hướng dẫn con mình trị nước, củng cố nền thống trị của họ Trần, mở mang giáo dục, kinh tế, văn hóa và quan tâm theo dõi tình hình phương Bắc. Sách Việt sử tiêu án đã kể lại: "Thượng hoàng ban yến cho quần thần ở điện Diên Hiền, có sao chổi hiện ra ở phận vị sao Liễu, sáng rực trời; Thượng hoàng ra coi, bảo rằng: "Sao Liễu là địa phận Lâm An, không phải là thiên tai ở nước ta"... tháng 10 năm ấy [1264] thì vua Nhà Tống mất". Thượng hoàng cũng đích thân đón tiếp sứ bộ Mông Cổ do Trương Lập Đạo (Trương Hiền Khanh) làm Chánh sứ vào năm 1265. Trong thời gian này, hai vua Trần một mặt giao hảo với Nam Tống (năm 1262, Tống Lý Tông sắc phong Trần Thái Tông làm Kiểm hiệu Thái sư An Nam Quốc Đại vương, Thánh Tông làm An Nam Quốc vương, tặng thêm vàng và gấm vóc), mặt khác chấp nhận triều cống Mông Cổ 3 năm 1 lần, nhưng cự tuyệt mọi yêu sách nhằm biến Đại Việt thành một thuộc quốc của Mông Cổ.

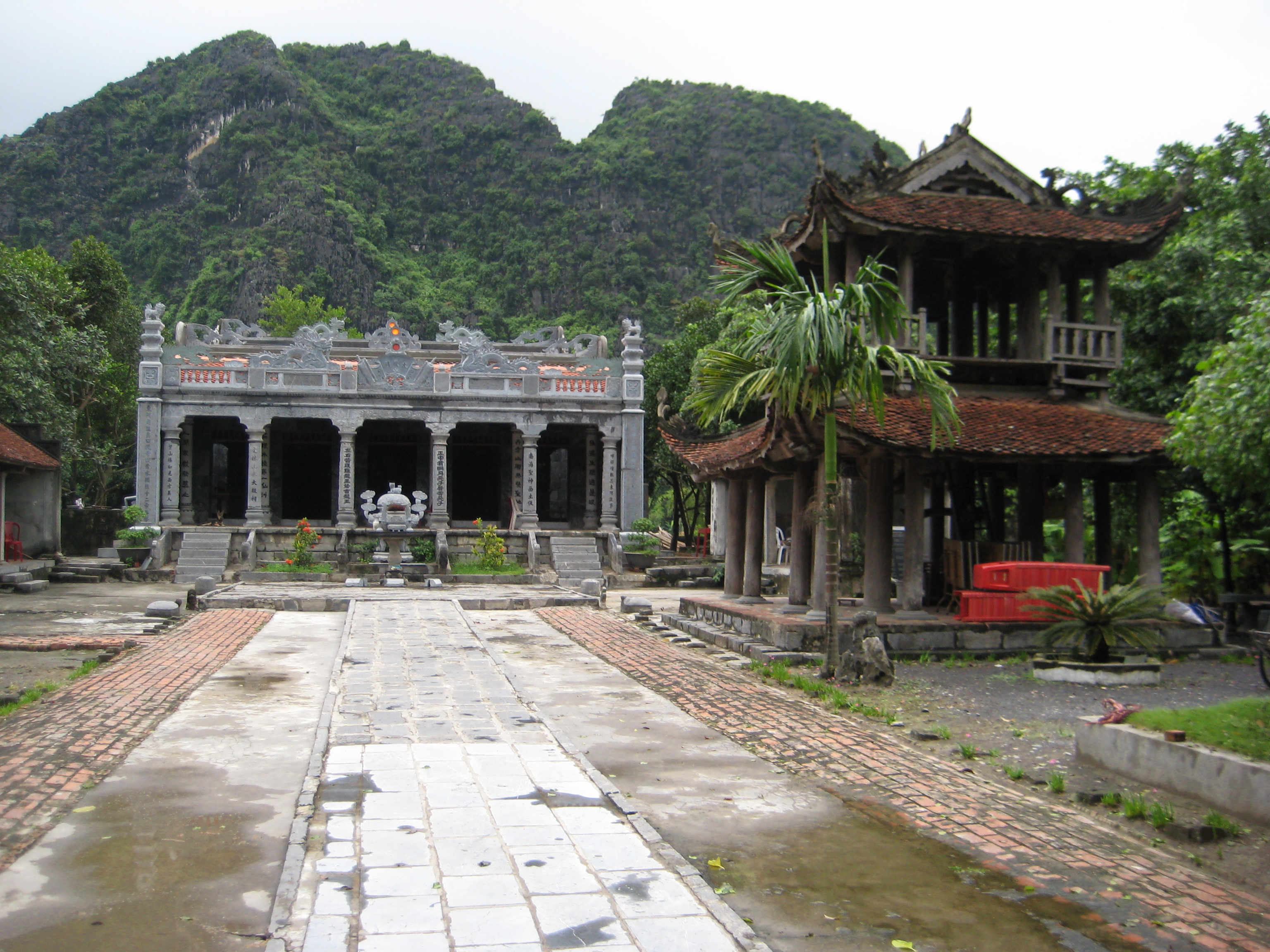
Đền Thái Vi ở Hành cung Vũ Lâm (Ninh Bình), nơi các vua Trần xuất gia.

Sau khi nhường ngôi vua cho con, Trần Thái Tông có nhiều thời gian hơn cho việc nghiên cứu, giảng dạy Thiền tông. Thượng hoàng đã dựng chùa Phổ Minh tại Thiên Trường (Nam Định) và am Thái Vi tại hành cung Vũ Lâm (Hoa Lư, Ninh Bình) để tu tập, đồng thời chỉ đạo dân khai hoang, mở ấp. Thượng hoàng còn viết thêm nhiều sách dạy Phật học, trong đó có Khóa hư lục (Tập bài giảng về lẽ hư vô), Lục thì sám hối khoa nghi (Nghi thức sám hối vào sáu thời khắc trong một ngày), Kim Cương Tam Muội Chú Giải (Chú giải kinh Kim Cương Tam Muội, ngày nay đã thất lạc, chỉ còn bài tựa in trong quyển Khóa hư lục), Bình đẳng lễ sám văn (Bình đẳng sám hối) cùng một số bài luận giảng về việc tọa thiền, việc niệm Phật và một bài răn về tửu sắc... Trong bài Phổ thuyết sắc thân (Nói rộng về sắc thân) thuộc bộ Khóa hư lục, Thái Tông có giảng về sự vô thường, giả tạm của thân người và sự không thể tránh khỏi của cái chết:
| “                | Hết thảy các người! Giống hệt con rối, đều nhờ sợi tơ kéo rút, đùa đến đùa đi cùng sanh một thứ, sau khi buông đi, thật là đáng chết. Tự khởi muôn việc tính toán... Chẳng lo già bệnh chết đến, chỉ thích sắc tài rượu thịt... Một hôm bệnh nặng trầm kha, trăm năm trọn về mộng lớn... Nhặt thu hài cốt, chôn cất thịt xương... Quan quách phó cho đóm lửa ma trơi nơi hoang dã, mả mồ giao cho muôn dặm núi sông. Khi xưa tóc đen má ửng, ngày nay xương trắng tro đen. Khi mưa lệ rơi thì mây sầu thê thảm, lúc gió buồn thổi thì trăng sáng hắt hiu. Đêm vắng thì quỷ khóc thần sầu, năm dài thì ngựa giày trâu đạp. Lửa đom đóm lập lòe trong đám cỏ xanh, tiếng dế ngâm nỉ non cạnh hàng dương liễu. Bia ghi nửa chìm, rêu xanh phủ, tiều phu giậm mãi thành lối mòn. Dầu cho văn chương cái thế, giả sử tài sắc nghiêng thành, chung cuộc đâu có đường khác, cuối cùng cũng chỉ một lối đi. | ” |
| — Trần Thái Tông | |   |

Hoặc như trong bài tựa Lục thì sám hối khoa nghi, Trần Thái Tông có giải thích công dụng của nghi thức sám hối trong việc chuyển ác làm lành:
| “                           | Ôi! Chúng sinh bản lại giác-tánh, thanh-tịnh viên-minh. Lắng như thái-hư, không một hạt bụi. Bởi bọt vọng khởi, cõi uế hiện thành. Năng sở nương nhau, Phật, ta hai ngả. Tính căn riêng rẽ, ngu, trí chia đường. Chỉ bảo một môn, khó thể ngộ nhập. Nên đức Phật ta, hoằng tứ nguyện lớn, phương tiện mở nhiều pháp-môn, chỉ nẻo đường về, ứng bệnh cho thuốc. Biết huyễn cấu của chúng sinh, từ vọng mà có. Khuyên họ một niềm siêng năng quy-y lễ sám. Khiến thân tâm thanh tịnh, tròn sạch như xưa. Gió lặng sóng dừng, bụi hết gương sáng. Vì, tâm xưa làm ác, như mây che mặt trăng; tâm nay làm lành, như đuốc tan bóng tối. Ôi! Công dụng của lễ sám, thật quả là lớn, đâu chỉ có thế! | ” |
| — Lục thì sám hối khoa nghi | |   |

Sáng tác của Thượng hoàng trong giai đoạn này được Hòa thượng Thích Nhất Hạnh nhận xét là "còn chín chắn hơn Thiền Tông Chỉ Nam mà hồi viết vua chỉ mới trên 30 tuổi".
Trần Thái Tông còn là một nhà thơ, đã để lại tập Trần Thái Tông ngự tập (1 quyển), được Phan Huy Chú khen là "lời thơ thanh nhã, đáng đọc". Ngày nay tập thơ này đã thất lạc, chỉ còn lại 2 bài Kỷ Thanh Phong am tăng Đức Sơn (Gửi nhà sư Đức Sơn ở am Thanh Phong) và Tống Bắc sứ Trương Hiền Khanh (Tiễn Bắc sứ Trương Hiền Khanh) chép trong An Nam chí lược, Việt âm thi tập và Toàn Việt thi lục.

## Qua đời
Ngày 1 tháng 4 âm lịch (5 tháng 5 dương lịch) năm 1277, Thượng hoàng Trần Thái Tông qua đời tại điện Vạn Thọ (Thăng Long), hưởng thọ 60 tuổi. Theo Đại Việt Sử ký Toàn thư, Thái Tông đã đoán trước được ngày mất của ông:
Trước đó, Thượng hoàng đến ngự đường, bỗng thấy con rết bò trên áo ngự. Thượng hoàng sợ, lấy tay phủi nó rơi đánh "keng" xuống đất, nhìn xem thì hóa ra cái đinh sắt, đoán là điềm năm Đinh.
Lại có lần đùa sai Minh tự Nguyễn Mặc Lão dùng phép nghiệm quan nghiệm xem điềm lành hay điềm dữ. Hôm sau Mặc lão tâu: "Thấy một chiếc hòm vuông bốn mặt đều có chữ "nguyệt", trên hòm có một cái kim, một chiếc lược".
Thượng hoàng lại đoán: "Hòm tức là quan tài, chữ " nguyệt" (tháng) ở bốn bên tức là tháng 4, cái kim có thể cắm vào vật gì, tức là nhập vào quan tài, chữ "sơ" là chiếc lược, đồng âm với "sơ" là xa tức là sẽ xa rời các ngươi".
Lại lúc ấy đương có trò múa rối, thường có câu: "Mau đến ngày mồng 1 thay phiên". Thượng hoàng lại đoán: "Thế là ngày mồng 1 ta chết".
Năm trước, có một hôm thượng hoàng chợt bảo tả hữu: "Tháng 4 sang năm ta tất chết". Đến nay quả như vậy.

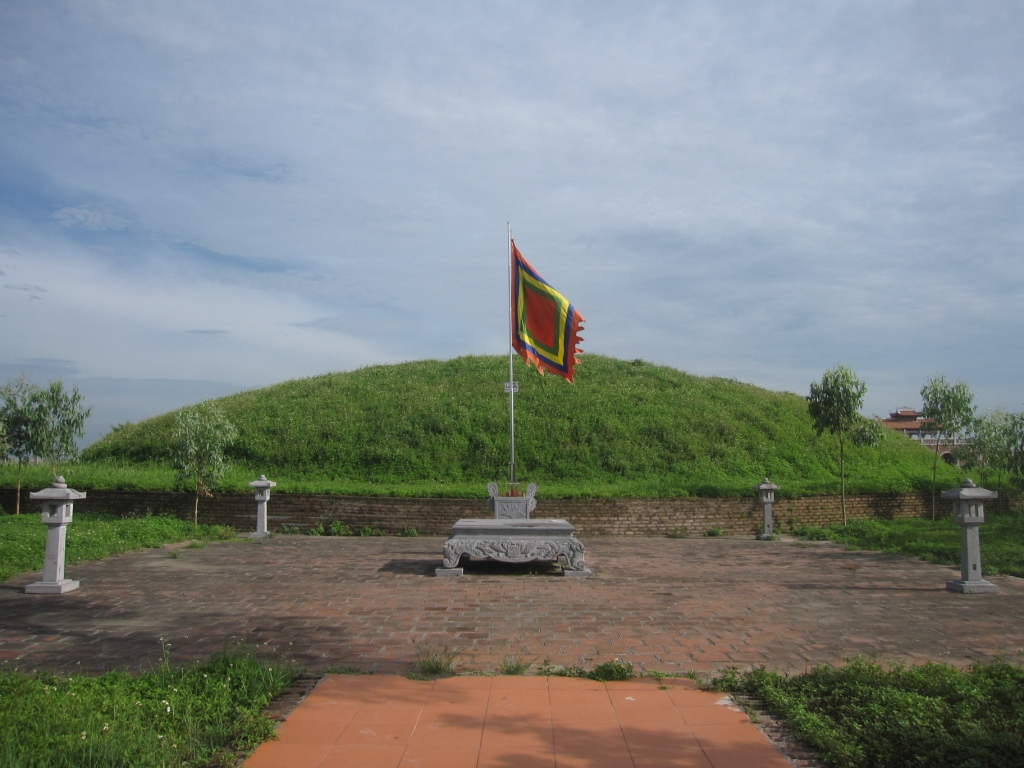
Lăng Trần Thái Tông ở Long Hưng, Thái Bình.

Sách Thánh đăng ngữ lục cũng thuật lại những cuộc đàm đạo Phật pháp cuối cùng của Trần Thái Tông với Trần Thánh Tông và Quốc sư Đại Đăng:
Vua bệnh, Thánh Tông thăm bệnh, nhân đó hỏi:
 – Chân không và ngoan không là đồng hay khác?
Vua đáp:
 – Hư không là một, nhưng do tự tâm mê ngộ nên thành có chân và ngoan sai khác. Ví như phòng nhà, mở ra thì sáng, đóng lại thì tối, sáng và tối chẳng đồng, và phòng nhà là một.
Ngày hôm sau, Quốc sư Đại Đăng vào thăm hỏi:
 – Bệ hạ bệnh chăng?
Vua đáp:
 – Tứ đại là bệnh, cái này xưa nay sanh tử không can hệ, mà dính kẹt trong bệnh hoạn sao?
Khoảng mấy ngày sau, Thái Tông lặng thinh không nói, đuổi hết kẻ hầu hạ, đem việc nước dặn dò Thánh Tông. Thánh Tông muốn nhờ hai Quốc sư Phù Vân (Đạo Viên) và Đại Đăng nói pháp xuất thế cho Thái Tông nghe. Thái Tông gằn giọng bảo:
 - Đến trong đây, bớt một mảy tơ dường trên thịt khoét thương, thêm một mảy tơ như trong mắt để bụi. Ba đời chư Phật, bốn mắt nhìn nhau, sáu đời Tổ sư thối thân có phần. Dù Phù Vân nói huyền, Đại Đăng thuyết diệu đều là lời thừa, có ích gì đối với cái này?
Nói xong Ngài lặng lẽ thị tịch...
Ngày Thái Tông băng hà,công chúa Thiều Dương chết.Hôm ấy công chúa nghe chuông đánh liên hồi,nghĩ:'Thượng hoàng mất chăng?' Nô tỳ nói dối là không phải.Gào khóc mãi rồi chết.
Ngày 4 tháng 10 âm lịch (31 tháng 10 dương lịch) năm 1277, triều đình làm lễ mai táng Thái Tông tại Chiêu Lăng thuộc phủ Long Hưng (Tiến Đức, Hưng Hà, Thái Bình ngày nay). Ông được tôn miếu hiệu là Thái Tông (太宗), thụy hiệu là Thống Thiên Ngự Cực Long Công Mậu Đức Hiển Hòa Hựu Thuận Thần Văn Thánh Vũ Nguyên Hiếu Hoàng đế (統天御極隆功茂德顯和佑順神文聖武元孝皇帝).

## Nhận định

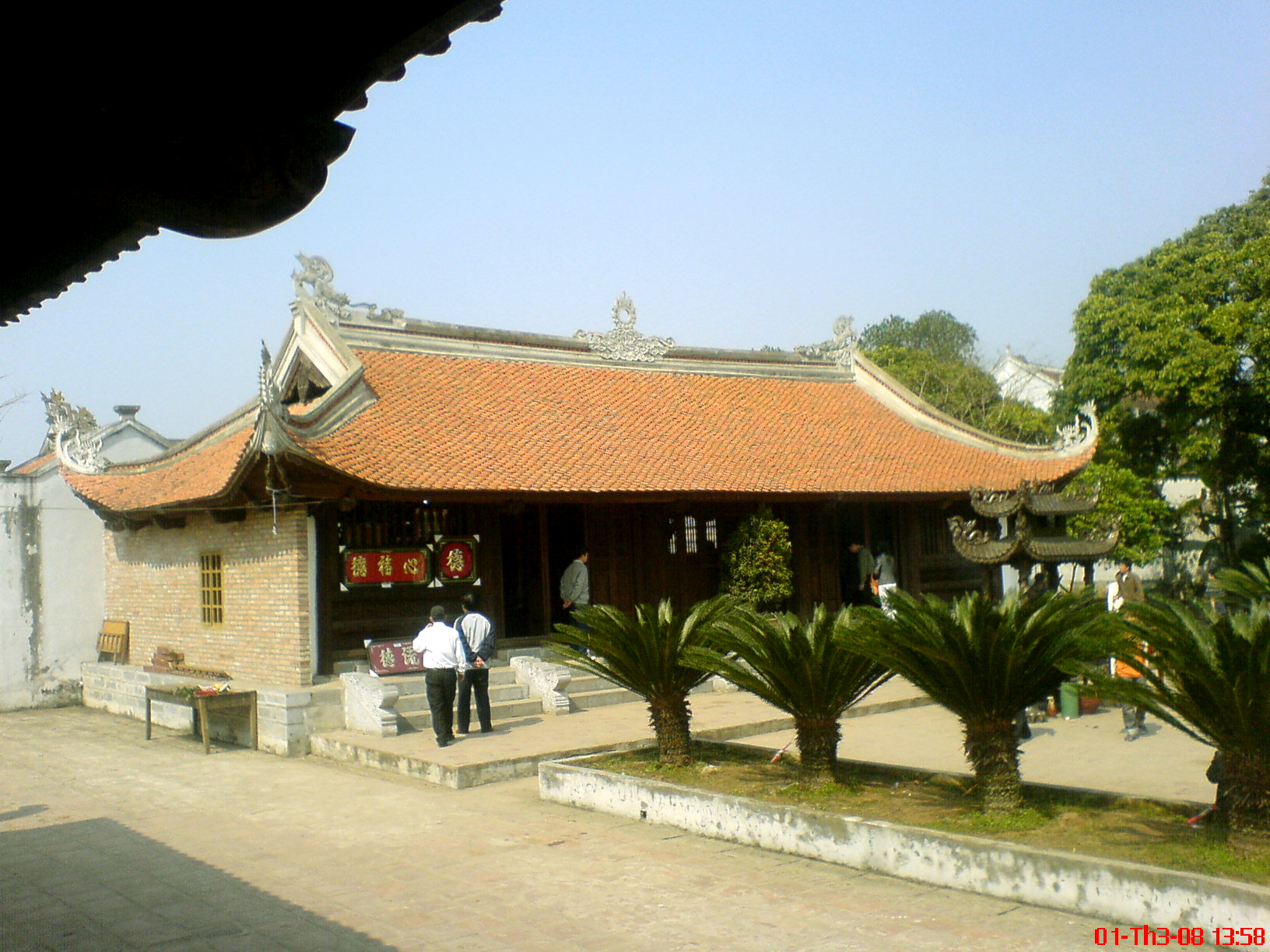
Một góc Đền Trần ở quê hương Nam Định.

Bộ Đại Việt Sử ký Toàn thư đã đánh giá về Trần Thái Tông:
| “                         | Vua khoan nhân đại độ, có lượng đế vương, cho nên có thể sáng nghiệp truyền dòng, lập kỷ dựng cương, chế độ Nhà Trần thực to lớn vậy. Song quy hoạch việc nước đều do Trần Thủ Độ làm và chốn buồng the cũng có nhiều điều hổ thẹn. | ” |
| — Đại Việt Sử ký Toàn thư | |   |

Lê Tắc, một sử gia người gốc Việt của Đại Nguyên, đã viết trong sách An Nam chí lược rằng Trần Thái Tông là người: "khoan nhân thông tuệ, văn võ toàn tài, lấy tư cách con rể Nhà Lý kế vị quốc vương." Quyển Đệ Thập cửu của sách này còn chép bài Đồ chí ca, có đoạn:
Hết Đinh lại phong Lê và Lý.
Lý truyền chín đời một trăm năm,
Liền có Trần vương lên kế vị.
Thái Bình lâu ngày trọng nho phong,
Lễ nhạc, y quan có bề thế.
Trong bộ Việt giám thông khảo tổng luận (biên soạn vào thời Hậu Lê), sử thần Lê Tung có lời bàn:
| “         | Trần Thái Tông ứng mệnh trời trao cho, nhận Chiêu Hoàng nhường ngôi, có đức nhân hậu, có tính giản dị chắc chắn, đánh giặc yên dân, mở khoa thi lấy người giỏi. Tể tướng thì chọn người tôn thất hiền năng, triều điển thì định ra lễ nghi hình luật, chế độ Nhà Trần do đấy hưng thịnh. Song chốn buồng the kém đức, theo thói dâm bôn của Đường Thái Tông. | ” |
| — Lê Tung | |   |

Sử gia Ngô Thì Sĩ nhận định trong Việt sử tiêu án:
| “            | Mấy năm đầu vua Thái Tôn có tính tà dâm, đều do Thủ Độ xui bảo cả; đến mấy năm sau để ý học vấn, tấn tới được nhiều, lại càng nghiên cứu điển cố trong kinh sách, có làm ra sách "Khóa hư lục" mến cảnh sơn lâm, coi sinh tử như nhau, tuy ý hơi giống đạo Phật không hư, nhưng mà ý chí thì khoáng đạt, sâu xa cho nên bỏ ngôi báu coi như trút giầy rách thôi. | ” |
| — Ngô Thì Sĩ | |   |

Trần Nhân Tông - hoàng đế thứ ba của triều Trần - có bài thơ Ngày xuân thăm Chiêu Lăng (Xuân nhật yết Chiêu Lăng - Chiêu Lăng là tên lăng của Trần Thái Tông), trong đó bày tỏ sự tự hào đối với ông nội mình là Trần Thái Tông, cũng như với chiến thắng của quân dân Đại Việt do Thái Tông lãnh đạo trước quân Mông Cổ năm 1258. Bài thơ đã được chép lại trong sách Thơ văn Lý-Trần (tập II, quyển thượng) do Nguyễn Huệ Chi, Trần Thị Băng Thanh, Đỗ Văn Hỷ và Trần Tú Châu biên soạn:
春日謁昭陵
貔虎千門肅，
衣冠七品通。
白頭軍士在，
往往說元豐。
Xuân nhật yết Chiêu Lăng
Tì hổ thiên môn túc
Y quan thất phẩm thông
Bạch đầu quân sĩ tại
Vãng vãng thuyết Nguyên Phong
Ngày xuân thăm Chiêu Lăng
Nghìn cửa, nghiêm tì hổ,
Bảy phẩm, đủ cân đai.
Lính bạc đầu còn đó,
Chuyện Nguyên Phong, kể hoài.
Vua thứ 7 của triều Trần, Trần Dụ Tông, cũng làm bài thơ so sánh công đức của Trần Thái Tông với Đường Thái Tông:
裕宗賛太宗詩
唐越開基两太宗，
彼稱貞觀我元豐。
建成誅死安生在，
廟號雖同德不同。
Dụ Tông tán Thái Tông thi
Đường Việt khai cơ lưỡng Thái Tông,
Bỉ xưng Trinh Quán, ngã Nguyên Phong.
Kiến Thành tru tử, An Sinh tại,
Miếu hiệu tuy đồng, đức bất đồng.
Thơ Dụ Tông tán tụng Thái Tông
Sáng nghiệp Việt Đường hai Thái Tông,
Kia xưng Trinh Quán, ta Nguyên Phong.
Kiến Thành bị giết, Yên Sinh sống,
Miếu hiệu như nhau, đức chẳng đồng.
Trần Thái Tông còn được xem là một thiền sư-cư sĩ lớn của Phật giáo, người đã đặt nền móng về tư tưởng cho việc hợp nhất 3-4 dòng thiền có mặt tại Đại Việt thời bấy giờ thành một giáo hội thống nhất – Thiền phái Trúc Lâm. Vị tổ thứ nhất của thiền phái này chính là Điều ngự Trần Nhân Tông, cháu nội của ông. Hòa thượng Thích Nhất Hạnh đã nhận xét về Trần Thái Tông trên vai trò là một thiền sư Phật giáo:
| “                                                                    | Cũng như Thiền sư Tăng Hội, Thiền sư Trần Thái Tông đã để lại những văn bản rất xác thực về sự giảng dạy của ngài. Đây là một vị thiền sư cư sĩ với kiến thức về Phật pháp rất uyên bác, và với sự thực tập rất sâu sắc. Ngày nay ở Việt Nam, nếu chúng ta đem ra 1000 vị xuất gia thì chưa chắc đã có một vị có kiến thức Phật pháp uyên bác bằng, và thực tập chín chắn bằng Trần Thái Tông. Nói như vậy để quý vị biết vị thiền sư cư sĩ đó vĩ đại như thế nào. | ” |
| — Thích Nhất Hạnh, trong Truyền thống sinh động của thiền tập, tập 2 | |   |

Ngày nay Trần Thái Tông được lập đền thờ ở nhiều nơi, tiêu biểu như đền Trần Thái Tông tại thôn Phù Nghĩa (Nam Định), đền Trần Thái Tông ở các xã Trung Phu, Trình Xuyên (huyện Vụ Bản, Nam Định); đình Sen và đền thờ Trần Thái Tông ở Thái Vi ( thành phố Hoa Lư, Ninh Bình), đền Hành cung Vũ Lâm ở Quần thể di sản thế giới Tràng An, miếu Trần Thái Tông ở các xã Trường Khê, Yên Mô (Ninh Bình) và đền thờ Trần Thái Tông ở làng Vọc (huyện Vụ Bản, tỉnh Hà Nam).

## Gia quyến
- ha: Trần Thừa, được truy tôn là Trần Thái Tổ (陳太祖).
- Mẹ: Lê thị Thái (黎氏 ? - 1230), truy tôn Thuận Từ Quốc Thánh Hoàng thái hậu (順慈國聖皇太后).
- Anh chị em:

1. Yên Sinh vương Trần Liễu (安生王陳柳), anh trai.
2. Khâm Thiên Đại vương Trần Nhật Hiệu (欽天大王陳日晈), em trai.
3. Hoài Đức vương Trần Bà Liệt (懷德王陳婆列), em trai.[110]
4. Thụy Bà Công chúa (瑞婆公主), chị gái, mẹ nuôi của Hưng Đạo Đại vương Trần Quốc Tuấn.[26]
5. Nhân Hòa Vương Trần Di Ái

- Hậu phi:

1. Chiêu Thánh Hoàng hậu (昭聖皇后 1218 - 1278), húy Thiên Hinh (天馨), con gái Lý Huệ Tông và Linh Từ Quốc mẫu, Nữ hoàng đầu tiên và duy nhất trong lịch sử Việt Nam, trước khi nhường ngôi cho Thái Tông. Năm 1237, bà bị truất ngôi Hoàng hậu vì không có con, bị giáng trở lại làm Công chúa. Đến năm 1258, bà được Thái Tông gả cho Ngự sử đại phu Lê Phụ Trần.
2. Hiển Từ Thuận Thiên Hoàng hậu (順天皇后 1216 - 1248), húy Oanh (莹), chị ruột của Chiêu Thánh, nguyên là vợ của Trần Liễu. Năm 1237 bà bị ép bỏ Trần Liễu, trở thành hoàng hậu của Thái Tông. Có con với Trần Liễu là Vũ Thành vương Trần Doãn, Tĩnh Quốc Đại vương Trần Quốc Khang; với Thái Tông là Trần Thánh Tông, Chiêu Minh Đại vương Trần Quang Khải.
3. Huệ Túc Phu nhân Hoàng thị (惠肅夫人黃氏), con gái thổ quan nhà Tống Hoàng Bính.
4. Nhiều phi tần không rõ danh tính, các hoàng tử là Trần Ích Tắc, Trần Nhật Duật cùng An Tư Công chúa đều sinh ra sau khi Thuận Thiên Hoàng hậu qua đời (1248).

### Hậu duệ
Sử sách không ghi chép cụ thể số con của Trần Thái Tông, nhưng có đề cập đến một số người:
- Hoàng tử:

1. Hoàng thái tử Trần Trịnh (皇太子陳鄭; ? - 1233), con trai cả trên thực tế của Trần Thái Tông. Nghi vấn là chết yểu, không rõ mẹ là ai, thường nói là Chiêu Hoàng.[111]
2. Tĩnh Quốc Đại vương Trần Quốc Khang (靖國大王陳國康), được xem là anh cả trong các con của Thái Tông, trên thực tế là con của Khâm Minh Đại vương Trần Liễu và Hiển Từ Thuận Thiên Hoàng hậu.[112]
3. Trần Hoảng (陳晃), tức Hoàng đế Trần Thánh Tông (陳聖宗), mẹ là Thuận Thiên Hoàng hậu.
4. Chiêu Minh Đại vương Trần Quang Khải (昭明大王陳光啟), mẹ là Thuận Thiên Hoàng hậu.
5. Chiêu Đạo vương Trần Quang Xưởng (昭道王陈光昶), anh cùng mẹ với Chiêu Quốc vương.[113]
6. Chiêu Quốc vương Trần Ích Tắc (昭國王陳益稷), hoàng tử thứ 5 của Thái Tông.[114]
7. Chiêu Văn vương Trần Nhật Duật (昭文王陳日燏), hoàng tử thứ 6 của Thái Tông.
8. Vũ Uy vương Trần Duy (武威王陳維), không rõ thứ tự. Sách chính sử là Toàn thư khẳng định Quốc Khang là "anh cả", sau đến Thánh Tông, rồi tiếp là Quang Khải là "Hoàng tử thứ ba", mà Chiêu Đạo là anh của Chiêu Quốc, trong khi Chiêu Quốc được xác định rõ là "Hoàng tử thứ năm" của Thái Tông. Dựa theo những điều này, Vũ Uy vương có lẽ là con trai thứ 7 trở xuống của Thái Tông.[115]
9. Bình Nguyên vương Trần Nhật Vĩnh (平原王陳日永).
10. Minh Hiến vương Trần Quốc Uất (明宪王陈國蔚), con trai út của Thái Tông, bạn thân của Phạm Ngũ Lão[106].

- Hoàng nữ:

1. Thiều Dương Công chúa (韶陽公主 ? - 4/1277), húy là Thúy, lấy Thượng vị Văn Hưng hầu (khuyết danh), mất ngay khi Trần Thái Tông qua đời. Đại Việt Sử ký Toàn thư có đoạn viết về công chúa như sau: "Hôm thượng hoàng băng, công chúa Thiều Dương (con gái thứ của Thượng hoàng tên là Thúy) đương ở cữ, bỗng nghe tiếng chuông liên hồi, mới hỏi: "Có thể nào không phải là tin dữ chăng?" Những người hầu bên cạnh nói dối, nhưng công chúa không nghe, cứ thương khóc, kêu gào, mắt nhắm nghiền rồi mất".[106]
2. Thụy Bảo Công chúa (瑞寶公主), em cùng mẹ với Thiều Dương Công chúa, lấy Uy Văn vương Toại, sau lấy Bảo Nghĩa Vương Trần Bình Trọng. Trần Bình Trọng mất, công chúa một mình nuôi dạy con gái riêng của ông, coi như là con ruột của mình. Về sau, người con gái đó được đưa vào cung làm phi cho Trần Anh Tông, tức Chiêu Từ Hoàng thái hậu (昭慈皇太后), mẹ sinh của Trần Minh Tông[116].
3. Hoa Dung công chúa, không rõ sự tích[116].
4. An Tư Công chúa (安姿公主), con gái út của Thái Tông. Năm 1285, khi Mông-Nguyên đánh Đại Việt lần hai, Trần Thánh Tông gả An Tư cho Trấn Nam Vương Thoát Hoan, "là muốn làm thư giãn loạn nước vậy".[117]

- Nhân vật trong thần tích:

1. Cung phi Vũ thị, húy là Vượng, theo thần tích là mẹ của Chiêu Văn vương Trần Nhật Duật.[118]
2. Lệ Trinh Nguyên phi Lê thị (厲貞元妃黎氏), húy là Tuyết[cần dẫn nguồn].
3. Thái Đường Công chúa, con gái trưởng của Thái Tông, có thuyết cho rằng bà do Thuận Thiên Hoàng hậu sinh ra. Nhân vật được ghi nhận trong thần tích không rõ nguồn gốc, về sau lấy Hầu tước tên Vũ Tỉnh, có một con trai là Vũ Thành. Sau khi chồng và con mất, bà về trông coi thái ấp cho anh là Thái úy Trần Quang Khải[116].

## Vấn đề về tên gọi
Các sử gia hiện đại không đồng nhất trong việc xác định tên gọi một số vua Trần trong cổ sử Trung Hoa.
Nhà sử học Nhật Bản là Yamamoto Tatsuro trong bộ An Nam sử nghiên cứu (1950) lập luận rằng, Nhật Cảnh và Quang Bính đều là tên gọi Trần Thái Tông trong các văn thư ngoại giao, dựa trên các chi tiết trong sử Trung Quốc như:
- An Nam chí lược: "Qua năm Mậu-Ngọ (1258) Vương [Trần Nhật Cảnh] đổi tên là Quang Bính, khiến bồi thần dâng biểu nạp khoản..."
- Nguyên sử, An Nam truyện: "(Chí Nguyên) năm thứ 14 (1277), Quang Bính mất, người trong nước lập thế tử Nhật Huyên, sai Trung thị đại phu Châu Trọng Ngạn, Trung lượng đại phu Ngô Đức Thiệu đến chầu".[93][119][120] Ghi chép này của Nguyên sử trùng khớp với thời điểm Trần Thái Tông mất (1277), được mô tả trong Đại Việt Sử ký Toàn thư.[119]

Tuy nhiên, sử gia Lê Mạnh Thát, tác giả cuốn Trần Thái Tông toàn tập (2004) lại khẳng định rằng Trần Nhật Cảnh là tên gọi của Thái Tông, còn Quang Bính là tên của Trần Thánh Tông trong văn thư với Mông Cổ; Lê Mạnh Thát viện dẫn các trích đoạn như: 
- Nguyên sử, An Nam chí lược: "Mậu Ngọ năm thứ 8 (1258) tháng 2, Nhật Cảnh truyền nước cho con trưởng là Quang Bính, cải nguyên Thiệu Long".
- Cũng trong Nguyên sử, An Nam chí lược – Đại Nguyên phụng sứ: "Năm Đinh Tỵ (1257), An Nam bắt đầu thần phục... năm Canh Thân (1260), Quốc vương An Nam Trần Nhật Cảnh sai sứ dâng biểu chúc mừng, cống phương vật. Năm sau, chiếu phong Quang Bính làm An Nam Quốc vương...". Chi tiết này, theo Lê Mạnh Thát, cho thấy sau năm 1258, Thái Tông vẫn dùng tên Nhật Cảnh, và Nhật Cảnh với Quang Bính là hai người khác nhau.
- An Nam truyện của Nguyên sử, sau khi chép về việc Quang Bính mất (năm 1277), lại ghi thêm việc năm 1278: "An Nam Quốc vương Quang Bính sai sứ dâng biểu đến cống". Lê Mạnh Thát lý giải rằng dữ liệu cho thấy Quang Bính có lẽ còn sống sau năm 1277, và vì vậy đây là Trần Thánh Tông.

Ngoài ra, Lê Mạnh Thát cũng lập luận rằng các hoạt động của Quang Bính ghi lại trong Nguyên sử, An Nam chí lược hoàn toàn trùng khớp với ghi chép về Trần Thánh Tông trong Đại Việt Sử ký Toàn thư.
Theo Tân Nguyên sử, Trần Thái Tông có tên là Trần Nhật Cảnh (陳日煚), con (Trần Thánh Tông) là Trần Quang Cảo (陳光暠). Trần Quang Cảo (陳光暠) được nhà Nguyên phong là An Nam quốc vương. Năm 1277, thực tế Trần Thái Tông qua đời nhưng Tân Nguyên sử (và nhà Nguyên) lầm là Quang Cảo (光暠) mất, thế tử là Nhật Huyên (日烜) xin phong. Về Nhật Huyên: Trần Di Ái (陳遗爱) là chú họ Nhật Huyên, Hưng Đạo vương Trần Tuấn (陈峻) là anh họ Nhật Huyên. Như vậy Nhật Huyên là Trần Thánh Tông. Đoạn sau lại nói: năm 1285, Nhật Huyên tự xưng Đại Việt quốc chủ Hiến Thiên Thể Đạo Đại Minh Quang Hiếu Hoàng Đế 大越国主宪天体道大明光孝皇帝 và nhường ngôi cho con. Người con xưng là Thiệu Bảo (niên hiệu của Trần Nhân Tông). Các em của Nhật Huyên là Văn Chiêu vương Trần Dật Hầu (陈遹侯 Trần Nhật Duật) và Chiêu Quốc vương Trần Ích Tắc (陈益稷). Hưng Ninh vương Trần Tung (陈嵩) là anh họ Nhật Huyên.

## Trong văn hoá đại chúng
| Năm  | Tác Phẩm            | Diễn Viên |
| 2010 | Thái sư Trần Thủ Độ | Minh Đức  |